# Louis Fajfrowski
Pas d'image ? Cliquez ici

a Compétitions nationales et continentales officielles uniquement.

b Matchs officiels uniquement.
Dernière mise à jour le 10 août 2018.
Louis Fajfrowski, né le 6 décembre 1996 à Abidjan et mort le 10 août 2018 à Aurillac, est un joueur français de rugby à XV qui a évolué au poste d'ailier.

## Biographie
Louis Fajfrowski est né le 6 décembre 1996 à Abidjan en Côte d'Ivoire, d'une mère ivoirienne et d'un père français d'origine polonaise.
Il commence la pratique du rugby à XV à Saint-Jean-de-Védas, au sein de l'école de rugby du Rugby olympique védasien. Il rejoint ensuite les équipes de jeunes du Montpellier HR en 2012. Membre du pôle espoirs de Béziers, il porte le maillot de l'équipe de France en catégorie junior, en 2014 avec les moins de 18 ans puis en 2015 avec les moins de 19 ans.
Il rejoint ensuite le Stade aurillacois à l'intersaison 2015, et prend part à son premier match professionnel le 16 septembre 2016 en tant que remplaçant contre le SC Albi,.
Dans le cadre d'une rencontre amicale disputée à domicile contre le Stade Rodez le 10 août 2018 pour laquelle il est titularisé, il sort du terrain par ses propres moyens et épaulé par les soigneurs, après avoir été sonné sur un plaquage. Une fois dans les vestiaires, il perd connaissance à plusieurs reprises. Malgré sa prise en charge par le corps médical et les secours supplémentaires dépêchés, il ne parvient pas à être réanimé, et décède autour de 20 h.
Les premiers résultats de l'autopsie publiés le 13 août ne permettent ni de mettre en cause le plaquage subi sur le terrain par Fajfrowski, ni d'émettre d'autres conclusions précises sur les causes du décès. Néanmoins, cet événement relance particulièrement les débats concernant les risques de la pratique du rugby, où le nombre de commotions cérébrales s'accroît,,.
Ses obsèques sont célébrées le 17 août à Fabrègues.
Le 8 novembre, le parquet d'Aurillac conclut à une mort accidentelle, consécutive à un traumatisme thoracique.